# 강석구 (정치인)
강석구(1960년 9월 18일~2023년 2월 23일)는 대한민국의 정치인, 기업인이자, 2006년부터 2010년까지 울산광역시 북구청장을 지냈고, 진산선무㈜ 대표이사와 울산대학교 경제학과 겸임교수로 재직했다. 울산광역시 북구 농소동 출신이다.

## 학력
- 울산약수국민학교 졸업
- 농소중학교 졸업
- 학성고등학교 졸업
- 목포해양대학교 기관학 학사
- 한국방송통신대학교 무역학 학사
- 고려대학교 행정대학원 경제학 석사
- 울산대학교 대학원 경제학  박사

## 경력
- 1998.07 ~ 2002.06 제2대 울산광역시의회 의원
- 2002.07 ~ 2006.04 제3대 울산광역시의회 의원
- 2006.07 ~ 2010.06 제3대 울산광역시 북구청장
- 울산대학교 경제학과 겸임교수
- 2017.02.14 자유한국당 탈당 및 바른정당 입당
- 바른미래당 울산광역시당 북구 공동지역위원장
- 민생당 울산광역시당 위원장 직무대행
- ㈜진산선무 대표이사
- 2020.09.15 민생당 탈당
- 2021.09.09 국민의힘 복당
- 국민의힘 중앙위원회 울산 북구 지회장

## 전과
- 전파법위반: 벌금 1,000,000원 - 2002년 1월 3일 선고[1]
- 업무상횡령, 정치자금법위반: 벌금 3,500,000원 - 2007년 4월 4일 선고[1]
- 공직선거법위반: 벌금 5,000,000원 - 2010년 5월 18일 선고[1]

## 역대 선거 결과
|  | 57.59% |

|  | 53.05% |

|  | 50.23% |

|  | 5.95% |

|  | 2.23% |